# Таня Хайд
Та́ня Хайд, также известная как Тревор Уэтсон — британский режиссёр порнофильмов, снимающий в жанрах хардкор и фетиш. Типичным для её фильмов являются: кожа, латекс и резина, фетиш-мода преобладает в сценах игр БДСМ, группового секса, анального секса и в сценах трах-машин. На сегодняшний день является режиссёром более 25 фильмов.
В период с 1998 по 2000 год Tanya Hyde срежиссировала пять фильмов для Private Media Group из серии Pirate Video Deluxe с участием венгерской порноактрисы Monique Covét в главной роли. В результате Covét мгновенно стала одной из популярнейших звезд Private, а Hyde обрела репутацию как стильный режиссёр фетиш-порноэротики. Британский порноактёр Tony De Sergio и французский актёр Kevin Long снялись во многих фильмах Hyde в этот период и после.
В 2001 году Hyde сняла порнофильм Wasteland в Амстердаме для Jaded Pictures. В 2003 году был снят лесбийский фетиш-порнофильм Tanya Hyde’s World Without Men для MSS Productions. Начиная с 2004 года Tanya Hyde плодотворно снимает фетиш-порнофильмы для британской студии Harmony Films. Под именем Тревор Уэтсон выпустила книгу «Kink!», которая является коллекцией фетиш-фотографий. Вторая книга носит название «CHEEK!», посвященная красоте женских ягодиц, третья — «Bounce!» посвящена красоте женской груди.

## Награды
- 2001 AVN Award — Best Director, Foreign Release — Hell, Whores and High Heels[1]
- 2008 Adam Film World Guide Award — Best Foreign Director[2]
- 2008 Adam Film World Guide Award — Best Foreign Fetish Film — Maison Erotique[2]